# ANoRA
Anora （アノーラ、1988年4月24日 -）は、ウズベキスタン出身の歌手。ウズベキスタンでは上位チャートにいる歌手で、2006年自ら日本語で作詞した「そばにいて」で日本先行デビュー。日本語の曲を歌う事から日本大使の前や小泉純一郎首相の前で歌ったこともある。

## 略歴
- 2003年 - カチェヴォ・ポップソングコンテスト（ウクライナ）1位
- 2003年 - インターナショナル・ポップソングコンテスト（ブルガリア）優勝
- 2004年 - 母国にて『Tuyg'u』でデビュー
- 2011年 - 日本のテレビで活動

## 人物

### プロフィール
- 身長：164cm
- 趣味：アニメ、漫画
- 言語：母国語のウズベク語を含めロシア語、英語、日本語を話すことができる。
- 好きな日本のアーティスト：宇多田ヒカル、伊藤由奈、アヴリル・ラヴィーン、ASIAN KUNG-FU GENERATION
- 好きな日本料理：すき焼き、牛丼、梅干し、納豆

### 備考
- 中央アジアの歌姫として、ウズベキスタン国内でウズベク語、タジク語、ロシア語などで歌っている。
- 母国JICA施設と日本のJICAを結んだ中継ライブや、小泉純一郎首相訪問時に歌を披露。
- 母国では日本語学科の学生だったので（2009年卒）、日本語で日常会話程度は十分話すことができる。
- 国籍が非公開となっていたが、ブログ内でウズベキスタン出身と書き込み、公式サイトでも公表された。
- 2005年福岡県に研究プログラムで1ヶ月間留学している。福岡女子大学や小学校等へ通った。そのときの研究テーマは漫画であった。
- ウズベキスタンと日本とのテレビ会議でろう学校や小学校等と交流している。
- トレードマークはザクロ。ウズベク語でザクロを anor と言う。
- TBS系世界のみんなに聞いてみたに本名のシャフノーザという名前でレギュラー出演している。

## ディスコグラフィー
シングル
- そばにいて（2006年7月7日） - 日本先行デビューシングル
  1. そばにいて
  2. Tuyg'u
  3. Sensiz yolg'iz
  4. Oy Nurlari

アルバム
- Tuyg'u

## 出演

### テレビドラマ
- 時々迷々「にっぽん・ニッポン」（2011年、NHK教育） - ソフィー 役

### バラエティ
- ダウンタウンのガキの使いやあらへんで!!「絶対に笑ってはいけない地球防衛軍24時」（2013年、日本テレビ） - 松方弘樹と共演。
- これぞ!ニッポン流!（2014年4月13日未明［12日深夜］、テレビ朝日）